# Бутнорюс, Альгимантас Ионович
Альги́мантас Ио́нович Бутно́рюс (лит. Algimantas Butnorius; 20 февраля 1946, Каунас — 30 октября 2017, Каунас) — советский, литовский и монакский шахматист, гроссмейстер (2007).

## Шахматная карьера
Многократный чемпион Литовской ССР (1967, 1970, 1973, 1975–76, 1980 и 1982). Чемпион Литвы (1993). Участник финала чемпионата СССР 1967 года.
В составе сборной Литвы участник 3-х Олимпиад (2000, 2004—2006), в составе сборной Монако участник олимпиады 2016 года.
Лучшие результаты в международных турнирах: Вильнюс (1969) — 5—6-е; Белосток (1978, (1979 и 1983) — 1—2-е, 2—3-е и 1-е; Белосток (1986) — 2-е; Эгер (1987) — 3—8-е места (170 участников).
Чемпион мира среди сеньоров 2007 года в категории 60+.

## Изменения рейтинга
| Графики недоступны из-за технических проблем. См. информацию на Фабрикаторе и на mediawiki.org. |